# 428
| 428                |
| ------------------ |
| Dødsfald - Fødsler |
|                    |

| Gregoriansk kalender | 428 CDXXVIII            |
| Ab urbe condita      | 1181                    |
| Armensk kalender     | I/T                     |
| Kinesiske kalender   | 3124 – 3125 丁卯 – 戊辰 |
| Etiopisk kalender    | 420 – 421               |
| Jødisk kalender      | 4188 – 4189             |
| Hindukalendere       |                         |
| - Vikram Samvat      | 483 – 484               |
| - Shaka Samvat       | 350 – 351               |
| - Kali Yuga          | 3529 – 3530             |
| Iransk kalender      | 194 BP – 193 BP         |
| Islamisk kalender    | 200 BH – 199 BH         |

## Begivenheder

### Asien
- Den persiske konge, Bahram 5., afsatte kong Artashes 4. af Armenien, der havde mistet sin lokale opbakning. Der kom ikke nogen ny konge, og dermed ophørte det armenske kongerige med at eksistere, og blev i stedet en del af Persien, med et vist selvstyre til lokale adelsslægter.[1]

### Europa
- Årets romerske consuler var i øst politikeren og administratoren Hierius og i vest generalen Felix.
- Den østromerske general Dionysius blev sendt til Persien for at få en aftale omkring Armenien. Romerne måtte se i øjnene, at den hidtidige balance med indflydelse til begge stormagter var slut, og han måtte nøjes med forsikringer om religionsfrihed til den overvejende kristne befolkning. I Konstantinopel blev dette alvorlige prestigetab bekvemt udeladt af historieskrivningen.[2]
- Den militære øverstkommanderende i Gallien, Aëtius, besejrede en frankisk hær ved vicus Helenae i Artois.[3]
- Den vandalske kong Gunderik erobrede Hispalis (Sevilla). Han døde kort efter og blev afløst af sin halvbror Geiserik.[4]

### Kultur
- Nestorius blev udnævnt til biskop af Konstantinopel.
- Kejser Theodosius 2. udstedte en lov - Codex Theodosius 16, 5, 65 - der forbød alle kætterske retninger i kristendommen, blandt andet arianisme og donatisme. Den arianske kirke i Konstantinopel blev brændt ned.[5]

## Født
- Tuoba Huang (428-451). Udpeget som kronprins af Det Nordlige Wei i Kina i 432, men nåede ikke at blive kejser.

## Dødsfald
- Gunderik, vandalernes konge 406-428.